# Norbert Huber (Radsportler)
Norbert Huber (* 1965; † 14. September 1985 in Gratkorn) war ein österreichischer Radrennfahrer.

## Sportliche Laufbahn
Huber war im Straßenradsport aktiv. 1985 wurde Huber im Amateurrennen der Straßenradsport-Weltmeisterschaften 1985 beim Sieg von Lech Piasecki Achter und damit bester Fahrer aus Österreich. 1984 war er beim Sieg von Franz Spilauer im Etappenrennen Wien–Rabenstein–Gresten–Wien sowie in der Burgenland-Rundfahrt Dritter geworden. Wenig später wurde er auf der letzten Etappe der Steiermark-Rundfahrt Opfer eines Verkehrsunfalls. Ein betrunkener Motorradfahrer war in die Spitzengruppe gefahren und hatte mehrere Fahrer schwer verletzt. Huber starb kurz darauf an den Unfallfolgen.